# 郭操
國璉（1688年—？），榜名郭操，字夏陳，室名静观堂，郭洛羅氏，满洲镶白旗人。康熙辛卯举人，戊戌进士。

## 生平
后官中书，康熙五十九年（1720年）庚子科乡试同考官，一統志館纂修官，雍正四年（1726年）丙午科翻译同考官，雍正五年（1727年）任翰林院侍讲，六年（1728年）任志書館纂修官、翰林院侍读、日讲起居注官，雍正九年（1731年）赏二等轻车都尉世职，十三年（1735年）任国子监祭酒，乾隆三年（1738年）任光禄寺卿，十二年（1747年）因事革职。誥封資政大夫。著有《静观堂诗集》。
法式善《梧门诗话》记载：“國璉榜名郭操，字夏陳，滿洲人。康熙戊戌進士，累官光禄寺卿。有《靜觀堂詩》。官祭酒時，與七十五其紀傳摹柳州，序摹永叔，時具神妙。”

## 家庭成员
- 父巴喀；
- 子達充阿，乾隆庚午举人，主事；
- 孙女郭洛羅氏，乾隆己丑进士特克慎三继妻。